# アンドレ・ド・ラヴァル
アンドレ・ド・ラヴァル＝モンモランシー（André de Laval-Montmorency, 1408年 - 1486年12月29日）は、百年戦争期のフランスの貴族・軍人。フランス元帥、モンジャン、ロエアック、レの領主。ギー13世・ド・ラヴァルとアンヌ・ド・ラヴァルの息子で、兄にギー14世・ド・ラヴァルがいる。母方の祖母はベルトラン・デュ・ゲクランと結婚していたジャンヌ・ド・ラヴァル（ゲクランの死後ギー12世・ド・ラヴァルと再婚、アンヌを産む）。

## 略歴
百年戦争中の1423年、アンドレはイングランド軍に対抗していたフランス軍を助け騎士に叙されたが、1428年にラヴァル家が降伏するとイングランドの将軍シュルーズベリー伯ジョン・タルボットの手により捕虜となった。2万4千エキュの身代金を支払って解放された後、兄のギーやジャンヌ・ダルク、親戚に当たるジル・ド・レとアランソン公ジャン2世、ジャン・ド・デュノワらと共に1429年のオルレアン包囲戦、パテーの戦い、そしてシャルル7世の戴冠式に参加した。
ジャンヌの処刑後はアランソン公とデュノワやラ・イル、ザントライユら戦友と共にアルテュール・ド・リッシュモン大元帥の指揮下に入り、1435年末にノルマンディー方面へ遠征、1437年にフランス王国海軍提督の称号を得て、1439年にフランス元帥になった。1440年、シャルル7世とリッシュモンの税制改革に反発したアランソン公、デュノワら大貴族が王太子ルイ（後のルイ11世）を擁立してプラグリーの乱を起こした時はリッシュモンの下で反乱を鎮圧した。
また、かつての戦友ジルの目に余る浪費を心配し、彼の弟ルネを始め一族と共に領地分配の協議を行い、1435年にシャルル7世の命令でジルを禁治産者に指定させて領地の散逸を阻止しようとした。しかし、ジルの所領を狙うブルターニュ公ジャン5世（リッシュモンの兄）がジルと領地売買しようと図ったため紛争が起こり、1437年にはジルとジャン5世が売買を進めていたことに業を煮やし、アンジュー公ルネ・ダンジューに要請して武力行使に踏み切り、ジルの所領を占拠して彼やジャン5世と一触即発の状態になった。
1438年にリッシュモンがそれぞれの調停に乗り出し一旦紛争は収まるが、1440年にジルの犯罪が明るみに出て処刑された後、1451年にジルの娘マリーと結婚し、レの領主権を得る。しかしジルの他の所領は一族との係争で渡らず、1457年に死んだマリーとの間に子供は無く、結局ジルの所領は散逸、一部はジャン5世・リッシュモン兄弟に渡った。
ジルの所領紛争が一段落した後はイングランド軍討伐を続行、1449年にリッシュモンの下でノルマンディー征服活動に従事、翌1450年もリッシュモン配下の部将としてフォルミニーの戦いでイングランド軍を打ち破った。1453年にシャルル7世の命令でギュイエンヌへ遠征、ギュイエンヌ奪回を企てるシュルーズベリー伯率いるイングランド軍をカスティヨンの戦いで撃破しシュルーズベリー伯を討ち取り、百年戦争をフランスの勝利で終結させた。
1456年に王太子ルイが再度反乱を起こした時もシャルル7世に忠実に仕え、後にルイ11世が即位した際に元帥職を解雇された。しかし公益同盟戦争の後に職を回復し、パリの政府の上級代理人およびピカルディの知事職を与えられた。1486年に死去した。